# Enchi Fumiko

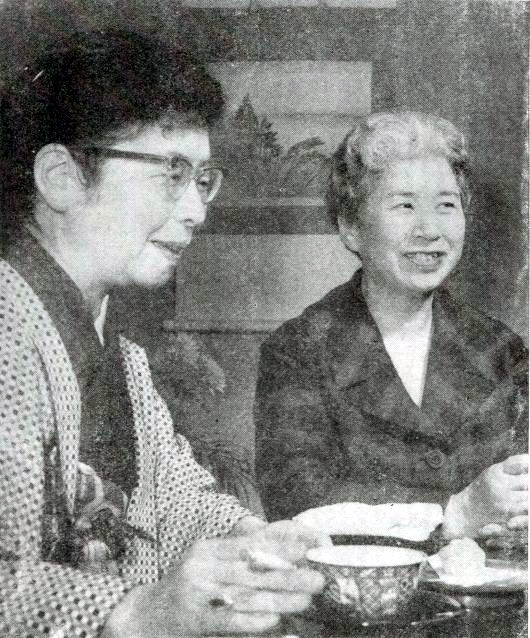
Enchi Fumiko, links, 1960

Enchi Fumiko (japanisch 円地 文子, bürgerlich Enchi Fumi (円地 富美); * 2. Oktober 1905 in Tokio; † 12. November 1986 ebenda) war eine japanische Schriftstellerin.

## Leben
Enchi Fumiko wurde als drittes Kind der renommierten Linguisten Ueda Kazutoshi und seiner Frau Tsurubo in Tokio geboren. Mit 17 Jahren verließ sie die Oberschule vorzeitig, um sich mit Privatlehrern auf Französisch, Englisch und klassisches Chinesisch zu konzentrieren. Bereits in der Schulzeit las sie westliche Autoren wie Oscar Wilde und Edgar Allan Poe, aber auch ästhetizistische japanische Literatur von Izumi Kyōka, Nagai Kafū und Tanizaki Jun’ichirō. Sie besuchte von 1918 bis 1922 die Frauenuniversität Ochanomizu. Daneben besuchte sie Vorlesungen von Osanai Kaoru über das Theater. 
1926 wurde ihr einaktiges Schauspiel Furusato (ふるさと) in der Zeitschrift Kabuki veröffentlicht; Ende der 20er Jahre kam sie mit Hirabayashi Taiko, Vertreterin der proletarischen Literatur in Kontakt, woraus sich eine lebenslange Freundschaft entwickelte. 1928 führte das Theater Tsukiji Sho-gekijo (Kleines Tsukiji-Theater) ihr Stück Banshun sōya (Unruhige Nacht im Spätfrühling) auf. Zwei Jahre später heiratete sie den Journalisten Enchi Yoshimatsu. Nach der Geburt ihrer Tochter Motoko 1932 wandte sich Enchi der Erzählprosa und Essayistik zu. Im Zweiten Weltkrieg war sie mit Schriftstellerkollegen in Südchina und Nordkorea zur Truppenbetreuung unterwegs. 1945 in Tokio ausgebombt und nach Karuizawa evakuiert, musste sie sich ein Jahr später einer Krebsoperation unterziehen, von der sie sich nur langsam erholte.
Mit dem Roman Himojii Tsukihi (ひもじい月日) gewann sie 1953 den Preis der Gesellschaft der Schriftstellerinnen und schaffte den Durchbruch. In der Folge entstanden in rascher Abfolge weitere Romane. Von 1958 bis 1976 ist sie zudem Präsidentin des japanischen Schriftstellerinnen Verbandes. Ab 1967 übertrug sie den Roman Genji Monogatari aus dem 10. Jahrhundert in modernes Japanisch. 1970 wurde sie Mitglied der japanischen Akademie der Künste. Das Werk erschien 1972–73 in zehn Bänden. 1986 starb sie an Herzversagen, nachdem sie Vorjahr bereits einen leichten Schlaganfall erlitten hatte.

## Preise und Auszeichnungen
- 1954 6. Preis der Schriftstellerinnen Vereinigung für Himoji Tsukihi (ひもじい月日)
- 1957 5. Noma-Literaturpreis für Onnazaka (女坂 dt. Die Wartejahre)
- 1966 5. Frauenliteratur-Preis für Namamiko monogatari
- 1969 6. Tanizaki-Jun’ichirō-Preis für Ake o ubau mono, Kizu aru tsubasa (傷ある翼) und Niji no shura
- 1972 4. Großer Preis für japanische Literatur für Asobidamashi (遊魂)
- 1979 Ernennung zum Bunka Kōrōsha, zur Person mit besonderen kulturellen Verdiensten
- 1985 Trägerin des Japanischen Kulturordens

## Werke (Auswahl)
- 1935 Sekishun (惜春 Dem Frühling nachtrauern)
- 1939 Onnazaka (女坂 Frauenhügel - Essays)
- 1939 Onna no fuyu (女の冬 Der Winter der Frauen)
- 1939 Kaze no gotoki kotoba (風の如き言葉 Worte wie der Wind)
- 1939 Haru sekiryo (春寂寥 Frühlingseinsamkeit)
- 1940 Nihon no yama (日本の山 Die Berge Japans)
- 1940 Ten no sachi chi no sachi (天の幸・地の幸 Glück des Himmels, Glück der Erde)
- 1941 Nanshi no haru (南枝の春 Frühling in Südchina)
- 1955 Ashita no koibito (明日の恋人 Der Liebhaber von morgen)
- 1956 Ake o ubau mono (朱を奪ふもの Was blaß macht)
- 1957 Kiri no nake no hanabi (霧の中の花火 Feuerwerk im Nebel)
- 1957 Tsuma no kakioki (妻の書きおき Der Abschiedsbrief der Ehefrau)
- 1957 Taiyō ni muite himawari no yō ni (太陽に向いて向日葵のように Der Sonne entgegen wie eine Sonnenblume)
- 1957 Onnazaka (女坂 Frauenhügel)
  - Die Wartejahre. Übersetzt von Otto Putz. Rowohlt, Reinbek 1984, ISBN 3-499-15415-3
- 1957 Yō (妖 dt. Die Zauberin)
- 1958 Onna kotoba (女ことば Frauensprache)
- 1958 Aki no mezame (秋のめざめ Herbsterwachen)
- 1958 Onnamen (女面 Frauen, Masken)
  - Die Dichterin und die Masken. Übersetzt von Irmela Hijiya-Kirschnereit. Insel-Verlag, Frankfurt 1996, ISBN 3-458-16763-3
- 1958 Nimai esugata (二枚絵姿 Zwei Portraits)
- 1959 Hakumei no hito (薄明のひと Ein Mensch in der Dämmerung)
- 1959 Tsuma ha shitte ita (妻は知っていた Die Frau hats gewusst)
- 1959 Tōkyō no tsuchi (東京の土 Die Erde von Tokio)
- 1962 Fuyumomiji (冬紅葉)
  - Ahorn im Winter. Übersetzt von Barbara Yoshida-Krafft, in: Das elfte Haus., München, iudicium, 1987, S. 130–145
- 1959 Obei no tabi (欧米の旅 Reisen in Europa und Amerika)
- 1959 Onna no himitsu (女の秘密 Weibliche Geheimnisse)
- 1960 Watashi mo moete iru (私も燃えてゐる Auch ich stehe in Flammen)
- 1960 Otoko to iu mono (男というもの Über Männer)
- 1960 Kōgen jojō (高原抒情 Einsamkeit auf der Hochebene)
- 1960 Rijō (離情 Abschied)
- 1962 Fūfu (夫婦)
  - Das Ehepaar. Übersetzt von Barbara Yoshida-Krafft, in: Das elfte Haus., München, iudicium, 1987, S. 52–61